# Gladsaxe Stadion
El Gladsaxe Stadion originalmente llamado Gladsaxe Idrætspark Marielyst es un estadio de fútbol situado en el municipio de Gladsaxe, un suburbio de la ciudad de Copenhague, Dinamarca. El estadio inaugurado en 1940 posee en la actualidad una capacidad para 13 500 personas. Es utilizado por el Akademisk Boldklub club que disputa la Superliga danesa.
La construcción del estadio se inició en 1938 y se inauguró el 26 de mayo de 1940, con el nombre Gladsaxe Idrætspark Marielyst. La renovación más reciente se inició en noviembre de 1998 e incluyó la construcción de una gran tribuna con una bandeja superior e inferior y un salón VIP para patrocinadores. Posteriormente, el recinto se reinauguró con su nuevo nombre, Gladsaxe Stadion, el 12 de septiembre de 1999. La tribuna opuesta data de la década de 1960 y las dos tribunas de los extremos norte y sur son solo para uso de pie. 
El récord de espectadores se estableció el 18 de abril de 2004 con 10.039 espectadores en un partido de Superliga entre el Akademisk Boldklub y el FC Copenhague.